# 애시드 재즈

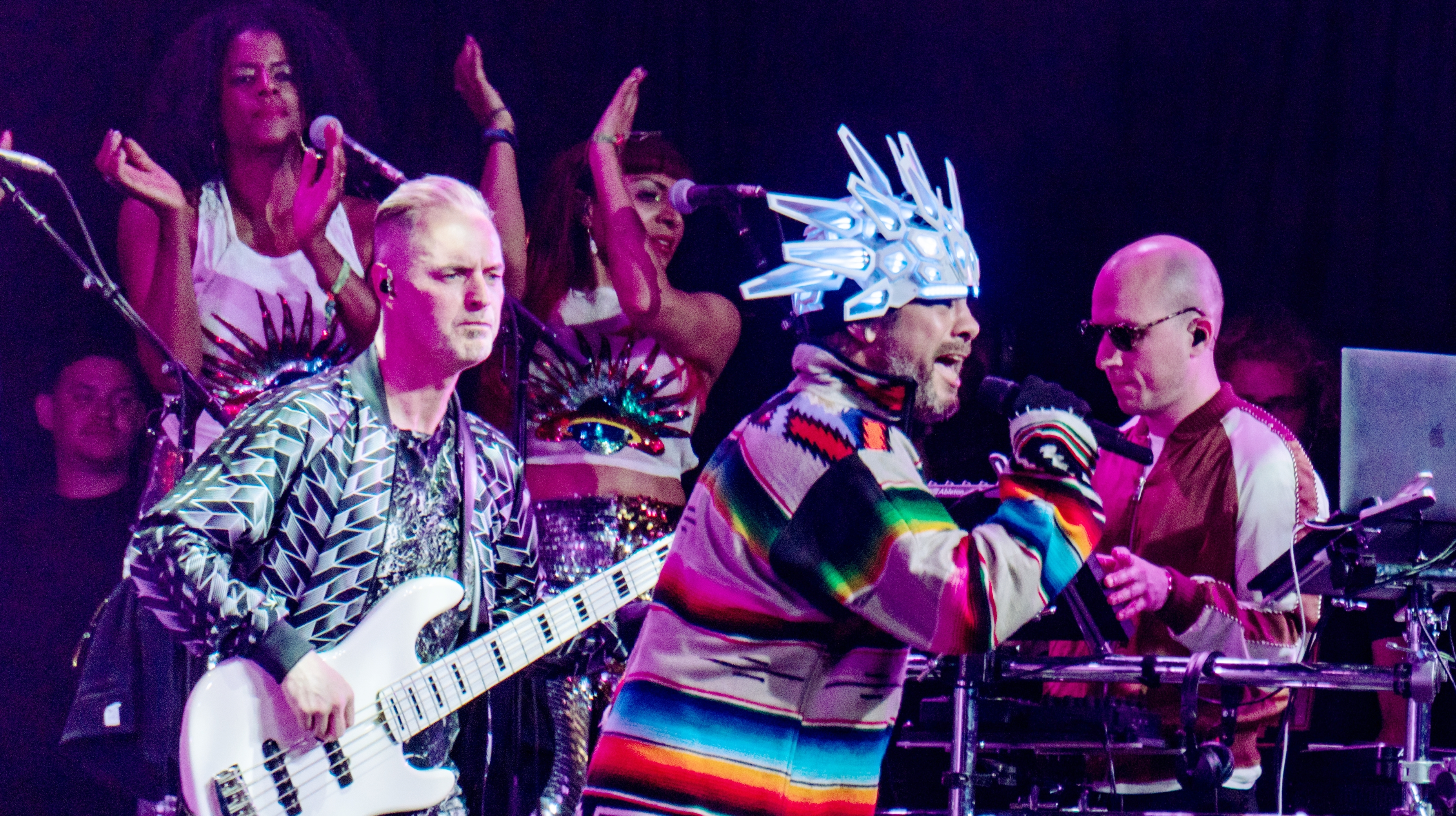

애시드 재즈 (Acid Jazz), 또는 클럽 재즈 (Club Jazz)는 솔, 펑크, 디스코를 조합한 음악 장르의 하나로, 반복되는 비트와 선법적인 화성이 특징이다.
1980년대·1990년대 재즈 펑크 (Jazz-Funk)를 전자 댄스 팝 음악에 융합하면서 형성하였다.

## 같이 보기
- 재즈 펑크
- 전자 음악 장르 목록
- 트립합